# Manhã de Santo António
Manhã de Santo António é uma curta-metragem luso-francesa de 2012, realizada e escrita por João Pedro Rodrigues. O filme assume um registo experimental, retratando uma madrugada depois das festas populares em que quarenta jovens saem da estação de metro em Alvalade, caminhando como zombies em percursos distintos. Manhã de Santo António é interpretado por um ensemble cast que inclui Carlos Conceição, Miguel Nunes e Mariana Sampaio. O filme foi selecionado para a Semana da Crítica do Festival de Cannes, onde estreou a 24 de maio de 2012. Em Portugal, foi distribuído comercialmente pela Blackmaria, a partir de 11 de junho de 2015. Manhã de Santo António foi nomeada aos Prémios do Cinema Europeu de 2012, na categoria de melhor curta-metragem. O filme inspirou uma exposição de João Pedro Rodrigues e João Rui Guerra da Mata intitulada Santo António, originalmente para o Museu Mimesis Art (Coreia do Sul), onde foi inaugurada a 26 de novembro de 2013.

## Sinopse
A tradição popular dita que no dia 13 de junho, dia de Santo António, o padroeiro de Lisboa, os amantes provem o seu amor com a oferta de manjericos cujos vasos se enfeitam com cravos de papel e pequenas bandeiras com quadras populares. Na madrugada desse dia, um grupo de quarenta jovens regressam a casa ressacados das festividades. Apanham o primeiro metro da manhã e saem na estação de Alvalade. Deambulam como zombies controlados remotamente, num desfile de amor pelas ruas desertas de Lisboa. Alguns caem, levantam-se novamente, outros deitam-se ou afundam num lago. Entretanto, Lisboa prepara-se para o dia 13 de junho. O filme acompanha os inesperados percursos destas personagens, a geometria do seu andar. Divergem do mesmo centro que é a estátua de Santo António, erguida durante o Estado Novo.

## Elenco
- Filipe Abreu, o Rapaz que vomita.
- Joana Areal, a Rapariga do lago.[11]
- Lydie Barbara, a Rapariga que vomita.[12]
- Ricardo Borges, o Rapaz indiferente.
- Carlos Conceição, o Rapaz da Rua de Santa Joana Princesa.[13]
- Alexander David, o Rapaz do manjerico.
- Sílvia das Fadas, a Rapariga do Campo Grande.
- Maria Leite, a Rapariga do meio da rua.
- Rui Macedo, o Rapaz do skate.
- Tiago Manaïa, o Rapaz jornaleiro.
- Marco Marques, o Rapaz do Campo Grande.
- Helena Martos, a Rapariga dos cigarros.
- Tomas Nolasco, o Rapaz da lata.
- Gonçalo Nunes, o Rapaz dos atacadores.
- Miguel Nunes, o Rapaz do capuz.
- Mariana Sampaio, a Rapariga do lago do Campo Grande.[4]
- Raquel Rocha Vieira, a Rapariga norte.
- Tiago Vieira, o Rapaz da esquina.

## Equipa técnica
- Realizador: João Pedro Rodrigues[14]
- Produtor: João Figueiras
- Argumento: João Pedro Rodrigues
- Fotografia: Rui Poças
- Montagem: Mariana Gaivão
- Som: Nuno Carvalho

## Produção
Manhã de Santo António é uma produção entre Portugal e França, que João Pedro Rodrigues realizou integrado num projeto artístico para a Escola de Arte Contemporânea Le Fresnoy (França), onde havia leccionado no ano letivo de 2010/11. Com a produção de Blackmaria Produção audiovisual, a curta-metragem contou com o apoio do Instituto do Cinema e Audiovisual, Ministério da Cultura e RTP.

### ExposiçãoSanto António
O filme inspirou uma exposição de João Pedro Rodrigues e João Rui Guerra da Mata intitulada Santo António, criada originalmente para o Museu Mimesis Art (Coreia do Sul). Segundo Rodrigues: "Como é, de alguma forma, uma curta-metragem um pouco mais abstrata que os meus filmes anteriores, mais próxima, talvez, de outras disciplinas como a dança, achei que seria interessante transformá-la numa instalação." Com a colaboração de Mariana Gaivão, o realizador adaptou o filme numa  montagem com mais material e imagens que não haviam sido incluídos na curta-metragem original. A instalação de 19,5 minutos seria projetada em simultâneo em quatro ecrãs. Em complementaridade, Guerra da Mata expôs desenhos a tinta da China, de pequena dimensão, apresentando detalhes das personagens de Manhã de Santo António.

## Temas e estética
Acerca da temática da curta-metragem, Rodrigues assumiu uma perspetiva irónica: "aborda o sagrado e o profano ao narrar o retorno para casa de jovens que celebraram de forma pagã a festa que é comemorada em Portugal em homenagem a esse santo (Santo António)". O interesse de Rodrigues na imagética de Santo António, nomeadamente as representações de corpos heroicizados dos santos, seria algo que o realizador viria a explorar na sua longa-metragem de 2016, O Ornitólogo.

No baile em que dançam todos
Alguém fica sem dançar.
Melhor é não ir ao baile
Do que estar lá sem estar.

O filme encerra com uma quadra de cariz popular de Fernando Pessoa.
O argumento de Manhã de Santo António é informado por Fernando Pessoa, utilizando elementos da cultura popular como uma quadra de cariz popular da autoria do ortónimo que encerra a obra. O filme é também reminiscente do humor melancólico, as coreografias geométricas e o absurdo de Buster Keaton e Jacques Tati.
Manhã de Santo António assume uma abordagem arquitetural. Observam-se as personagens desde um ponto de vista da estátua de Santo António, com planos em plongée. A estética da errância dos jovens atores do elenco propõe uma reflexão sobre a ideia de movimento e repetição coreográfica. Com a instalação Santo António, o realizador expande essa componente da repetição, conjugada nos quatro ecrãs que interagem uns com os outros. A projeção contínua de imagens sobre as quatro paredes suscita um sentimento de encerramento e de claustrofobia.

## Distribuição

### Lançamento
Manhã de Santo António foi selecionado para integrar a edição de 2012 do Festival de Cannes, onde estreou na sessão de encerramento da "Semaine de la Critique", a 24 de maio. Em Portugal, a curta-metragem foi distribuída pela Blackmaria, onde estreou comercialmente a 11 de junho de 2015, no Cinema Ideal (Lisboa), em complemente do filme Mekong Hotel, de Apichatpong Weerasethakul.
No âmbito da parceria Fnac e Curtas Vila do Conde, foi lançado o DVD intitulado João Pedro Rodrigues & João Rui Guerra da Mata: As Curtas-Metragens, o volume três de um conjunto de edições, que inclui Manhã de Santo António e todas as restantes obras de curta-metragem realizadas pelos dois cineastas, em conjunto e a solo (como Parabéns! e China, China).
A exposição Santo António, de João Pedro Rodrigues e João Rui Guerra da Mata, foi inaugurada a 26 de novembro de 2013 no Museu Mimesis Art (Coreia do Sul). Seguiu para o Radcliffe Institute dos Estados Unidos, e foi exibida pela primeira vez em França de 25 de novembro a 2 de janeiro de 2017, no Centro Georges Pompidou, por ocasião do Festival d’Automne de Paris.

### Festivais e mostras
Após a sua estreia mundial na Semana da Crítica do Festival de Cannes, a curta-metragem fez parte da seleção de 58 Festivais de cinema. Segue-se uma lista das principais monstras e festivais que exibiram Manhã de Santo António:
- Festival de Cannes, Semaine Internationale de la Critique (França, 24 de maio de 2012).[22]
- Curtas Vila do Conde Festival Internacional de Cinema (Portugal, 2012).
- California Institute of the Arts (EUA, 2012).
- Festival Internacional de Cinema de Vancouver (Canadá, 2012).
- Festival do Rio (Brasil, 2012).
- New York International Independent Film and Video Festival (EUA, 2012).
- Festival Internacional de Cinema de Valdivia (Chile, 2012).
- Festival Internacional de Cinema da Flandres-Gante (Bélgica, 2012).
- DocLisboa, Festival Internacional de Cinema Documental de Lisboa (Portugal, 2012).
- Viennale, Vienna International Film Festival (Áustria, 2012).[26]
- Festival Internacional de Cinema de Roterdão (Países Baixos, 2013).[21]
- Festival Internacional de Cinema Independente de Buenos Aires (Argentina, 2013).
- D’A, Festival Internacional de Cinema d'Autor de Barcelona (Espanha, 2013).[27]
- Festival Internacional de Cinema de São Francisco (EUA, 2013).
- Festival Internacional de Curtas-Metragens de São Paulo (Brasil, 2013).[11]
- Mostra – L’Institut Franco-Japonais de Yokohama (Japão, 2016).[15]

## Receção

### Audiência
Ao longo do seu ciclo de exibições, Manhã de Santo António foi visto por 6.175 espetadores.

### Premiações
| Ano  | Premiação                                             | Categoria                      | Trabalho                               | Resultado | Ref.   |
| ---- | ----------------------------------------------------- | ------------------------------ | -------------------------------------- | --------- | ------ |
| 2012 | Curtas Vila do Conde Festival Internacional de Cinema | Melhor curta-metragem europeia | Manhã de Santo António, João Figueiras | Venceu    | [ 14 ] |
| 2012 | Janela Internacional de Cinema do Recife              | Melhor imagem                  | Rui Poças                              | Venceu    | [ 29 ] |
| 2012 | Prémios do Cinema Europeu                             | Melhor curta-metragem          | Manhã de Santo António, João Figueiras | Indicado  | [ 30 ] |